# Ponte Bisantis
Die Ponte Bisantis – offiziell Viadotto Fausto Bisantis, umgangssprachlich auch Ponte Morandi – ist eine Straßenbrücke in Catanzaro in Kalabrien. Die von Riccardo Morandi geplante Brücke hatte bei ihrer Eröffnung im Jahre 1962 den nach der Sandöbron in Schweden weltweit zweitgrößten Betonbogen und ist immer noch die größte Bogenbrücke Italiens. Sie ähnelt der von Morandi einige Zeit zuvor geplanten Paul Sauer Bridge in Südafrika. Sie wurde 2002 nach dem Politiker Fausto Bisantis benannt, der in den 1950er Jahren die Entscheidung zum Bau der Brücke maßgeblich beeinflusst hat.

## Beschreibung, Geschichte
Die 468 m lange Ponte Bisantis hat drei Fahrspuren und beidseitig je einen schmalen, durch Leitplanken vom Verkehr getrennten Gehweg. Sie überquert mit einem einzigen großen Bogen die in einer Schlucht 112 m unter ihr verlaufende Fiumarella und verbindet das auf einem Bergrücken liegende Stadtzentrum von Catanzaro mit der anderen Seite der Schlucht. Dort führt eine Verbindungsstraße zur Staatsstraße 280 und damit im Westen zum Flughafen Lamezia Terme an der tyrrhenischen Küste sowie im Süden nach Catanzaro Lido am Ionischen Meer. Außerdem bildet die Ponte Bisantis die Verbindung zur nach Norden führenden Staatsstraße 19. 
Von der Brücke aus sieht man im Nordwesten eine neuere zweispurige Balkenbrücke der Tangenziale Ovest mit vergleichbarer Höhe.
Am östlichen Ende der Brücke bog die Straße ursprünglich in nördlicher Richtung ab und stieg am Hang entlang zur Altstadt. Inzwischen ist dies eine Einbahnstraße zur Brücke hinunter, nachdem eine von der Brücke nach Süden abzweigende Fahrbahn über eine ansteigende Hangbrücke in die Altstadt gebaut wurde. In der Mitte führen zwei Fahrspuren direkt in einen später gebauten, etwa 400 m langen Tunnel (Galleria Falcone Lucifero) unter der Altstadt hindurch zu einem Kreisverkehr (Rotonda Benito Gualtieri), der ebenfalls Zufahrten zum Zentrum sowie zu dem östlichen Stadtteil Siano bietet. Dieser Kreisverkehr ist ungewöhnlich, da er sich vollständig auf einem Brückenbauwerk befindet.
2001 wurde an der Ponte Bisantis ein Beleuchtungssystem installiert, mit dem ihr Bogen beleuchtet werden kann. 

## Mafia-Skandal 2021
Am 3. November 2021 ließ eine Untersuchungsrichterin die Brücke sperren, weil sie seit 2017 mit minderwertigem Baumaterial „saniert“ worden ist. Auch der Tunnel Sansisato wurde beschlagnahmt. Sechs Verdächtige wurden festgenommen, unter ihnen zwei Bauunternehmer, ein Mitarbeiter des Straßenbauamts sowie ein Beamter der Finanzpolizei. Sie stehen im Verdacht des Betrugs, der Geldwäsche und der Verbindung zur Mafia.

## Technische Einzelheiten
Die Brücke besteht aus zwei parallelen Stahlbetonbögen mit einer Spannweite von 231 m. Die Bögen stützen sich auf Kämpfer, die in den Talhängen auf solidem Fels gegründet wurden, was die Probleme vermied, die mit der Gründung von Pfeilern in dem aus Geröll bestehenden Talboden verbunden gewesen wären. Dabei spreizen sich die Enden der Bögen in vier Spitzen, die auf die Lager an den Kämpfern zulaufen. Die Bögen sind durch Querstreben miteinander verbunden, verjüngen sich zum Scheitel hin und vermitteln den Eindruck, sich dort zu treffen, was nicht der Fall ist. Sie sind, wieder entgegen dem optischen Eindruck, auch nicht unmittelbar mit der Brückenplatte verbunden. 
Die Fahrbahntafel wird nicht, wie meist üblich, durch senkrechte Stützen auf den Bögen aufgeständert, sondern durch je zwei dünne Streben, deren obere und untere Enden entlang der Fahrbahntafel bzw. auf den Bögen immer den gleichen Abstand haben. Dadurch werden die Streben mit zunehmendem Abstand vom Brückenscheitel immer weiter nach außen geneigt. Im Kontrast dazu wird die Fahrbahntafel außerhalb der Bögen durch Strukturen aus X-förmig angeordneten Streben getragen.
Die Brücke ist nach 50 Jahren durch den zunehmenden Verkehr und mangelnde Wartung in einen schlechten Zustand geraten. Über dringend notwendige Sanierungsmaßnahmen oder einen Neubau ist bis 2015 noch nicht entschieden worden.
2017 entschied man, die Brücke zu sanieren. 2018 begannen bei der Brücke Sanierungsarbeiten. Der Auftrag wurde an ein Unternehmen vergeben, das in die Organisierte Kriminalität verwickelt ist. Dementsprechend wurde mangelhafter Beton verwendet. Die Guardia di Finanza hörte die Telefone zweier Geschäftsleute ab und deckte so den Betrug auf. Die Geschäftsleute, eine Sekretärin und ein Beamter der Guardia di Finanza, der Ermittlungsergebnisse durchstach, wurden verhaftet. Ein Vermesser und eine Ingenieur der Ansa wurden suspendiert.